# Cortocircuito

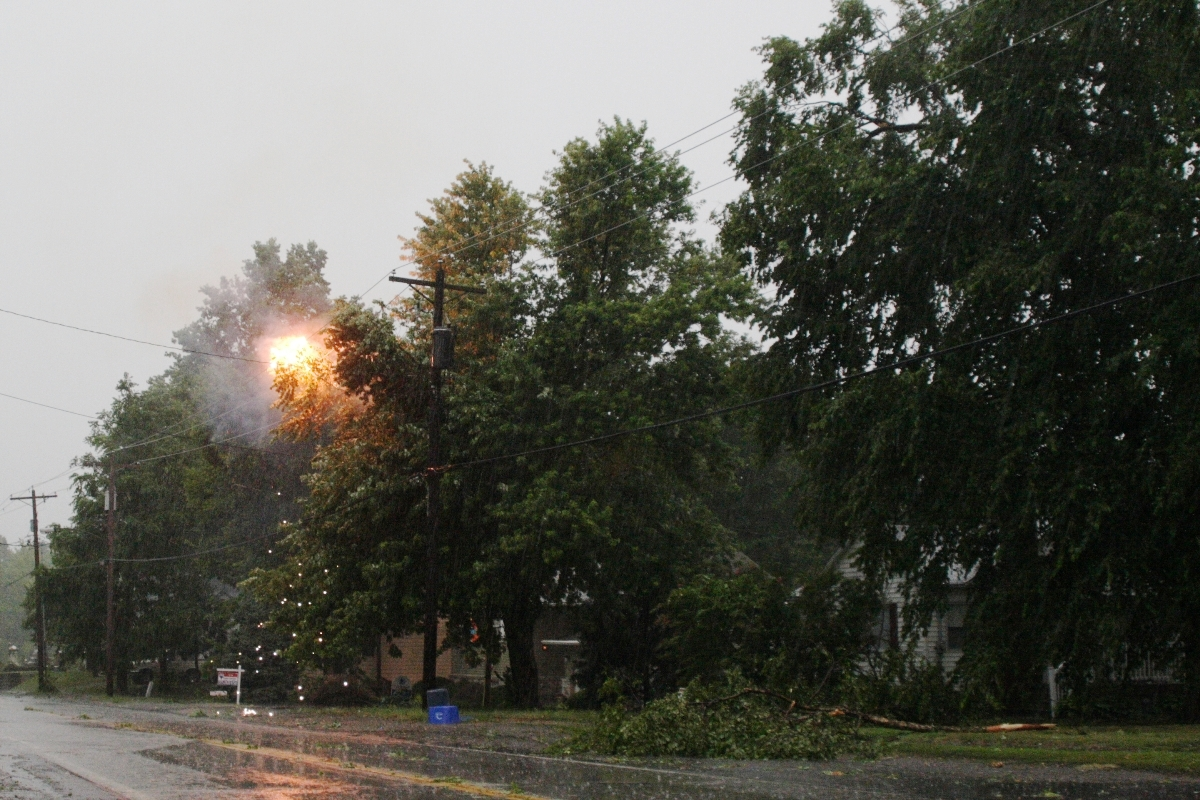
Corto circuito in una linea aerea di media tensione

Un cortocircuito è un contatto a bassa impedenza (idealmente nulla) tra due punti di un circuito elettrico. In un impianto elettrico alimentato a una determinata tensione, questa condizione accidentale provoca un forte incremento della corrente provocando danni all'impianto e alle persone; per evitare ciò si impiegano determinate protezioni elettriche realizzate per interrompere il circuito nel minor tempo possibile. In determinate applicazioni è necessario cortocircuitare due punti di una rete elettrica fuori tensione con un ponticello, o cavallotto, per portare gli elementi allo stesso potenziale.

## Teoria dei circuiti

### Bipolo ideale

Simbolo circuitale del circuito chiuso

In elettrotecnica, il corto-circuito (o circuito chiuso) ideale è quel bipolo caratterizzato dalla relazione circuitale:
{\displaystyle v(t)=0}
dove v corrisponde alla tensione elettrica (espressa in volt) e t corrisponde al tempo (espresso in secondi).
La potenza elettrica del bipolo è nulla, dato che v = 0:
{\displaystyle P=V\cdot I=0}

### Circuito equivalente a un cortocircuito ideale
Il cortocircuito è un componente ideale, in quanto non corrisponde a nessun elemento reale.
Esso può essere pensato come equivalente di vari elementi:
- un resistore con valore nullo di resistenza
- un generatore ideale di tensione di valore nullo
- collegamento in parallelo di un nullatore e un noratore

### Transitorio di cortocircuito
L'evoluzione di un cortocircuito si può schematizzare come la chiusura di un circuito RL alimentato da un generatore di tensione alternata
{\displaystyle v(t)={\sqrt {2}}E\sin(\omega t+\gamma )}
La chiusura del circuito provoca il passaggio di una corrente, la cui forma d'onda è data dalla somma della componente transitoria {\displaystyle i_{t}(t)}aperiodica, e della componente a regime {\displaystyle i_{r}(t)} alternata sinusoidale. La somma delle componenti può dar luogo a un picco di corrente superiore a quello della componente a regime:
{\displaystyle i(t)=i_{r}(t)+i_{t}(t)={\frac {{\sqrt {2}}E}{Z}}\left[\sin(\omega t+\gamma -\phi )-\exp \left(-{\frac {R}{L}}t\right)\sin(\gamma -\phi )\right]}
dove l'impedenza vale{\displaystyle Z={\sqrt {R^{2}+(\omega L)^{2}}}} e la sua fase {\displaystyle \phi =\arctan \left({\frac {\omega L}{R}}\right)}
In alta tensione, il picco di corrente iniziale (che va stimato dall'andamento della corrente di guasto e dipende fortemente, tramite l'angolo {\displaystyle \gamma }, dall'istante di instaurazione del cortocircuito) determina la massima sollecitazione elettrodinamica, mentre la corrente a regime {\displaystyle I_{cc}=E/Z} determina la dissipazione termica durante il guasto.
Il valore dell'impedenza del circuito equivalente dipende dai parametri della rete, del guasto e dei generatori a essa connessi. Si distinguono i guasti franchi, dove il collegamento è senza impedenza, da quelli con impedenza, dove il collegamento avviene tramite un canale conduttore non ideale (es. un arco elettrico).

## Situazioni possibili

### Impianti in bassa tensione
In condizioni reali, la corrente circolante in condizioni di cortocircuito è limitata esclusivamente dalla resistenza dei fili conduttori e dei collegamenti.
In un comune impianto elettrico a 220-240 V o a 380-420 V l'intensità di corrente può raggiungere valori da migliaia a centinaia di migliaia di ampere e per effetto Joule può generare calore e far sì che vengano raggiunte temperature tali da provocare la fusione dei conduttori stessi; ciò costituisce rischio di innesco d'esplosione e incendio.

### Impianti in alta tensione

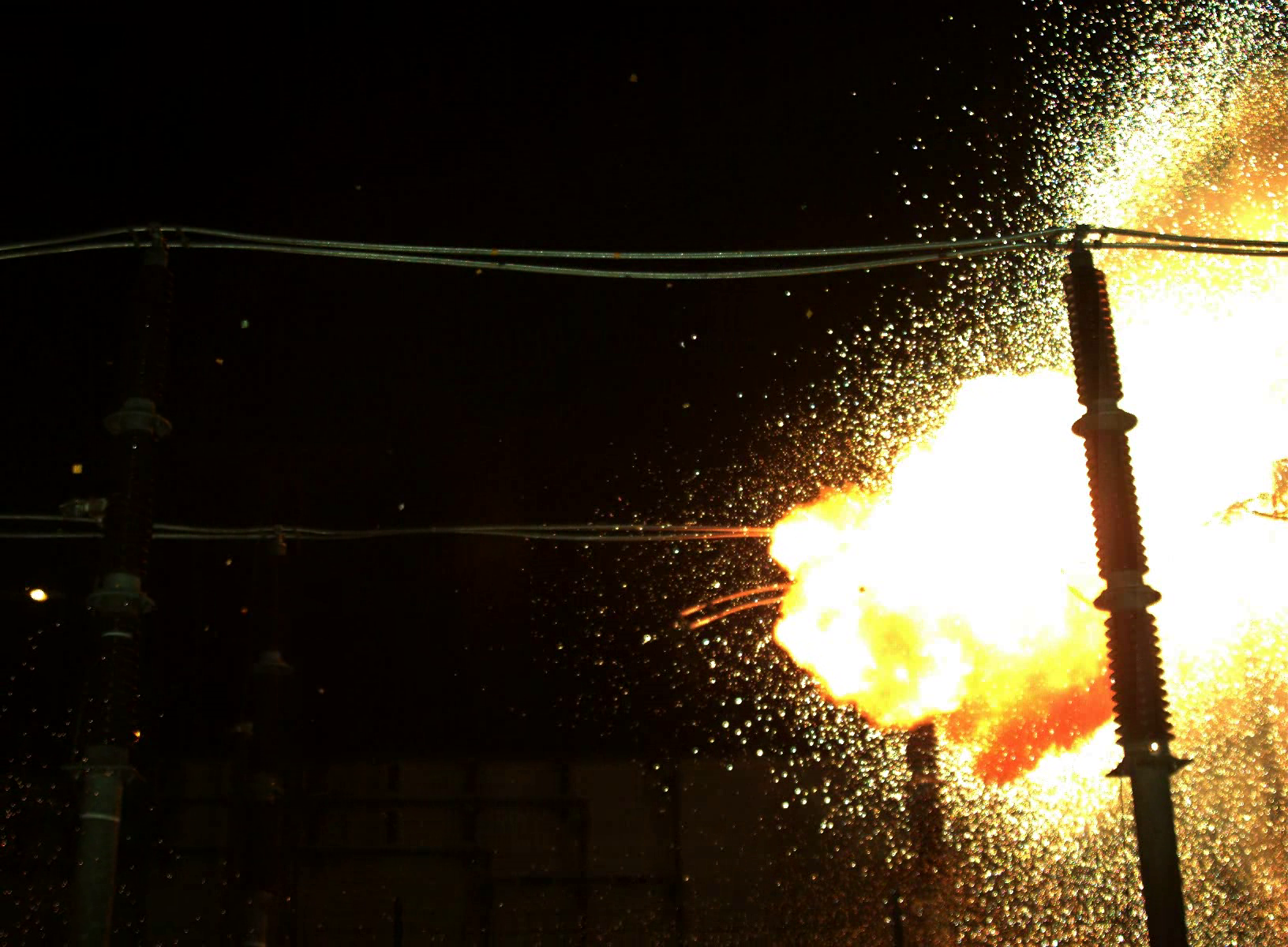
Arco elettrico dovuto alla rottura dei morsetti dei conduttori, durante una prova di corto circuito con alimentazione di un circuito AT a 63 kA. La prova è stata effettuata presso CESI per conto di Terna, al fine di verificare la resistenza meccanica dei componenti agli sforzi di corto circuito.

Il cortocircuito deriva dal contatto a bassa impedenza tra parti a potenziale diverso (ossia, tra conduttori di diverse fasi o tra conduttori e la terra). Le fasi interessate dal contatto a bassa impedenza sono dette fasi guaste, le altre sono dette fasi sane.
I possibili cortocircuiti di un sistema trifase sono:
- cortocircuito trifase (guasto tra tutte le fasi in un punto della rete), a terra o non a terra;
- cortocircuito monofase a terra (guasto tra una fase e la terra);
- cortocircuito bifase (guasto tra due fasi), a terra o non a terra.

Le cause più frequenti sono il distacco di un conduttore di una linea aerea, un guasto interno a un'apparecchiatura, un difetto di isolamento, il contatto accidentale tramite un corpo conduttore fase-fase o fase-terra, un arco provocato da una sovratensione. I cortocircuiti fase-fase comportano sempre la circolazione di una corrente elevata tra le fasi guaste (corrente di cortocircuito). Poiché le reti di trasmissione sono poste in esercizio con neutro a terra, anche i cortocircuiti fase-terra provocano il passaggio di correnti anormalmente elevate sulle fasi guaste e, in minor misura, anche sulle fasi sane, nonché una sopraelevazione di tensione sulle fasi sane.
Durante la permanenza del guasto è necessario che il sistema elettrico mantenga i profili di tensione; in caso contrario si avrebbe un calo di tensione a ogni cortocircuito. Per ottenere ciò, è richiesto ai gruppi generatori di poter erogare la potenza aggiuntiva necessaria durante il tempo richiesto all'estinzione del guasto.
Si definisce potenza di cortocircuito della rete il prodotto della tensione nominale di rete con la corrente di cortocircuito ottenuta considerando un guasto franco; in tal caso la corrente è limitata solo dall'impedenza equivalente della rete e dei generatori, e rappresenta la massima potenza che il sistema elettrico può erogare per alimentare il guasto.

## Protezioni
Le reti e le apparecchiature elettriche devono essere adeguatamente progettate per far fronte ai cortocircuiti.
A tal fine è necessario che:
- esse siano equipaggiate con dispositivi di protezione elettrica, che permettono di individuare il cortocircuito e isolare dal circuito la porzione guasta;
- esse siano dimensionate per sopportare gli effetti del cortocircuito per il tempo necessario all'intervento delle protezioni.

### Verifica in BT
I cavi BT sono isolati da una guaina in materiale plastico, che può rammollirsi e fondere se esposta a fonti di calore eccessivo (esponendo il conduttore vivo al contatto diretto). Pertanto bisogna verificare che il calore dissipato dal cavo per la durata del corto circuito sia inferiore al limite di sicurezza.
In bassa tensione, le funzioni di individuazione ed estinzione del guasto sono svolte da un unico componente (interruttore magnetotermico o fusibile).
La verifica di adeguatezza del dispositivo di protezione è data dalla formula:
{\displaystyle I^{2}t<K^{2}S^{2}}
dove:
- I = corrente di corto-circuito [A];
- t = tempo di intervento della protezione [s];
- K = coefficiente dell'isolante (120 per il PVC e 135 per l'EPR);
- S = sezione del cavo [mm²].

Se si rispetta questa condizione allora il cavo è protetto.

### Verifica in AT
La verifica dell'adeguatezza al cortocircuito delle reti AT consiste nelle seguenti procedure:
- calcolo delle correnti di cortocircuito nei diversi nodi;
- calcolo degli effetti di cortocircuito sulle apparecchiature e dei componenti AT.

Il calcolo delle correnti di cortocircuito nei diversi nodi della rete è indispensabile per dimensionare correttamente le apparecchiature; a tale scopo è necessario modellizzare il circuito equivalente della rete. Data l'elevata simmetria normalmente esistente tra le caratteristiche elettriche delle fasi, il calcolo viene effettuato tramite il metodo delle sequenze, che permette di ridurre la soluzione del circuito della rete trifase alla soluzione di tre circuiti monofasi indipendenti. Esistono delle procedure standardizzate per modellizzare i diversi componenti della rete. La soluzione dei circuiti viene oggi effettuata tramite appositi programmi informatici che permettono di trovare la soluzione numerica anche del transitorio di corto circuito.
Il calcolo degli effetti consiste nella verifica delle sovratemperature e degli sforzi meccanici raggiunti dalle apparecchiature AT durante il cortocircuito. Le sovratemperature permettono di stimare l'allungamento termico dei conduttori (specialmente quelli flessibili, che per effetto dell'allungamento potrebbero ridurre la distanza verso terra); gli sforzi meccanici permettono di dimensionare le strutture di supporto delle apparecchiature e i morsetti di serraggio dei conduttori. Inoltre, le apparecchiature in cui circola corrente devono avere caratteristiche nominali compatibili con la massima corrente di cortocircuito attesa; la normativa tecnica di prodotto prevede delle prove specifiche per verificare questa capacità.

## Effetti

### Collegamenti elettrici
Essendo il cortocircuito un collegamento a impedenza nulla, esso costituisce il percorso di passaggio preferenziale della corrente in presenza di altri collegamenti in parallelo. Pertanto, la chiusura di un cortocircuito in parallelo a un componente circuitale permette di escludere quest'ultimo dalla rete senza interrompere il circuito. Questo tipo di cortocircuito viene usato per escludere componenti che hanno un'utilità solo durante alcune condizioni di funzionamento dell'apparato (per esempio le resistenze di inserzione), e non provoca sovracorrenti pericolose perché non cortocircuita l'intero apparato.
Il cortocircuito intenzionale va distinto dal collegamento equipotenziale che è un collegamento che serve a garantire che due parti abbiano lo stesso potenziale elettrico; l'impiego più frequente è il collegamento di terra che garantisce che la tensione del componente sia uguale a quella di terra. Questo collegamento non è inteso a sopportare il passaggio di una corrente permanente.

### Meccanici
Il passaggio della corrente in due conduttori paralleli provoca una forza magnetica tra di essi di attrazione o repulsione a seconda del verso reciproco delle correnti, in base alla legge di Biot-Savart. Questo comporta uno sforzo che si trasmette sulle strutture di serraggio dei conduttori e sui supporti delle apparecchiature. Questi sforzi sono significativi solo in AT, dove le correnti di cortocircuito e le lunghezze dei conduttori tra due supporti (campate) sono elevate.

### Termici
La corrente di cortocircuito provoca lo sviluppo di calore nei conduttori per effetto Joule. Dato che tale corrente può essere molto superiore alla corrente nominale del conduttore o dell'apparecchiatura, il componente può surriscaldarsi e ciò può provocare un degrado dei materiali di cui è costituito.